# Jasena
Jasena (cyr. Јасена) – wieś w Bośni i Hercegowinie, w Republice Serbskiej, w gminie Nevesinje. W 2013 roku liczyła 15 mieszkańców.